# Roberto de Visiani
Roberto de Visiani (in croato Robert Visiani) (Sebenico, 9 aprile 1800 – Padova, 4 maggio 1878) è stato un botanico, naturalista e letterato italiano.
È stato uno dei padri dello studio moderno della botanica in Italia. Le piante da lui classificate riportano la sigla "Vis.".

## Biografia

### Gli anni della formazione
Concittadino e amico di Niccolò Tommaseo, era figlio di un medico e dopo gli studi giovanili nella sua città natale e al seminario di Spalato, nel 1822 si laureò in medicina presso l'Università di Padova.
Fin da ragazzo coltivò vari interessi, dalla letteratura alle scienze, ma la sua predilezione andò subito alla botanica, al tempo considerata una branca della medicina: a Padova il suo interesse si focalizzò sul locale Orto botanico, alla cui cura si dedicò fin da studente.
Assistente universitario fino al 1827, ritornò in Dalmazia per dedicarsi all'attività di medico (a Sebenico, Dernis, Cattaro e Budua). I suoi appunti dell'epoca mostrano ancora una volta il suo vero interesse: recandosi a visitare i malati non mancava infatti di raccogliere gli esemplari di centinaia di erbe trovate lungo la strada, che in seguito classificava, descriveva ed archiviava. Nel contempo, manteneva una corrispondenza col proprio maestro padovano, quel professor Giuseppe Antonio Bonato che negli stessi anni cercava di istituire l'insegnamento autonomo della botanica nell'ateneo patavino.
Il 7 giugno 1827 divenne socio dell'Accademia delle scienze di Torino.
De Visiani scrisse di alcune piante al direttore della "Gazzetta Botanica" ("Botanische Zeitung") di Ratisbona, e poco dopo venne invitato a collaborare alla rivista. Fra il 1828 e il 1830 pubblicò la classificazione e la descrizione di oltre cinquanta specie da lui scoperte.

### Professore a Padova
Il riconoscimento più importante per la sua attività scientifica gli venne alla morte del Bonato, quando nel 1836 l'Università di Padova lo chiamò a succedergli in qualità di "Prefetto dell'Orto". Il titolo della sua prolusione fu "Dell'utilità e dell'amenità delle piante".
Dopo aver superato il concorso a professore universitario a Vienna (a quel tempo il Veneto era parte dell'Impero austriaco), nel 1837 Roberto de Visiani si insediò come titolare della nuova cattedra di botanica, istituita presso l'Università di Padova.

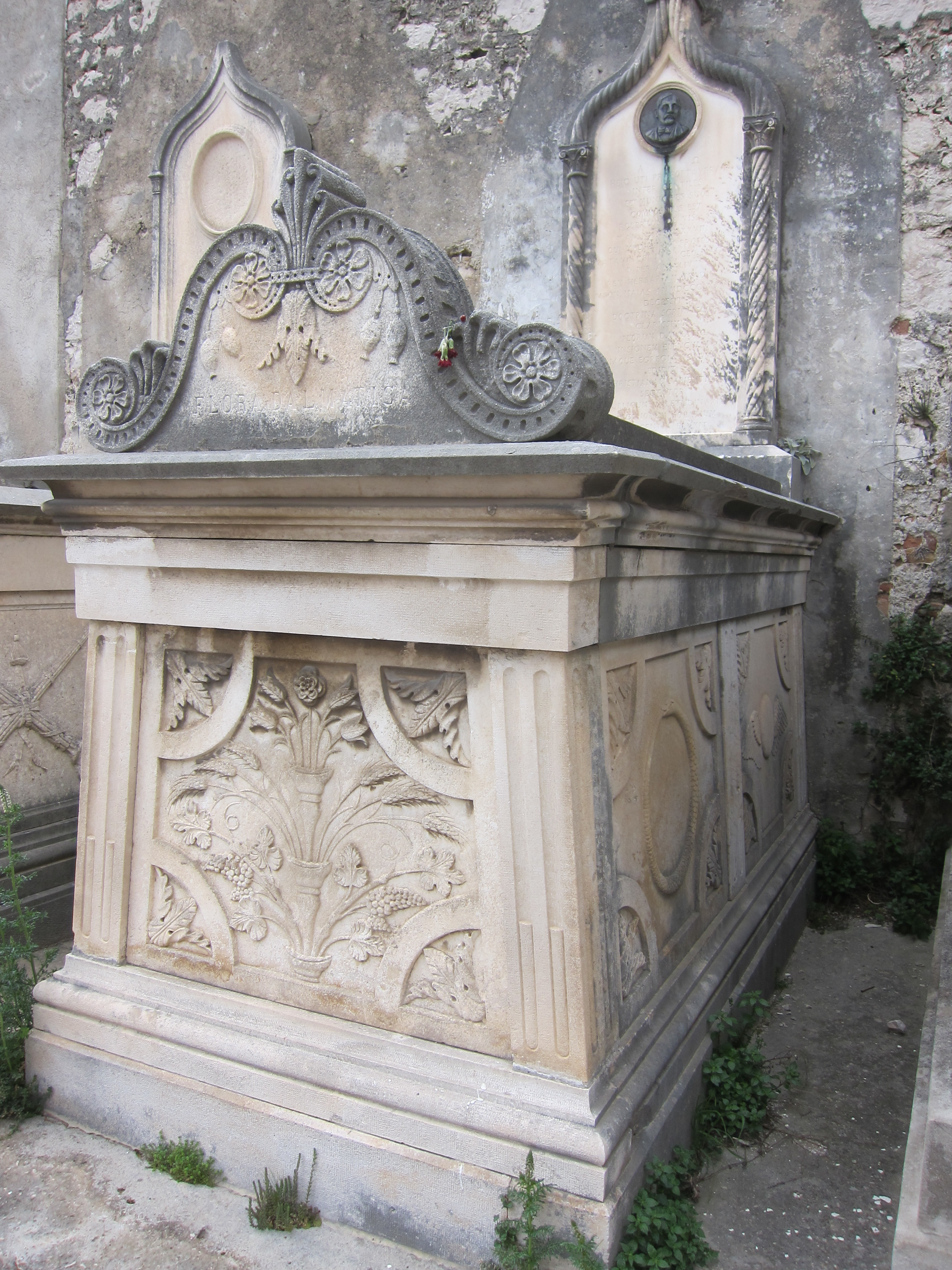
La tomba di Roberto de Visiani a Sebenico. Sul fregio anteriore è ricordata la sua "Flora Dalmatica"

La sua attività scientifica fu estremamente prolifica, e comprese centinaia di pubblicazioni in italiano e in latino. Fra queste, la più famosa rimane il saggio "Flora Dalmatica sive Enumeratio Stirpium Vascularium quas hactenus in Dalmatia lectas et sibi observatas descripsit digessit rariorumque iconibus illustravit" (generalmente citato semplicemente come "Flora Dalmatica"), pubblicato a Lipsia fra il 1842 e il 1845: in esso vengono classificate e descritte secondo il metodo scientifico di Linneo oltre 2.500 specie di piante della Dalmazia. Quest'opera era stata preceduta e in qualche modo preparata da tre saggi sullo stesso tema: "Stirpium dalmaticarum specimen" (Padova, 1826); "Plantae rariores in Dalmatia recens detectae", in "Botanische Zeitung von Regensburg" (Ratisbona, 1828); "Plantae dalmaticae nunc primae editae" (Ratisbona, 1830).
Prima ancora della pubblicazione della "Flora Dalmatica" la sua fama era assai ampia, tanto che il re di Sassonia Federico Augusto II, anche lui amante della botanica, aveva chiesto ed ottenuto di poter correggere le bozze di stampa del suo capolavoro.
Sotto la direzione del Visiani, l'antico Orto Botanico di Padova venne notevolmente ingrandito, con la messa a dimora di piante di svariati paesi del mondo, sulle quali egli scrisse puntualmente l'esito delle proprie osservazioni scientifiche.
Fondata la "Società del Veneto a promuovere la coltura dei fiori", assieme a Pier Andrea Saccardo, stese il "Catalogo delle piante del Veneto". Assieme all'allievo Andrea Massalongo, fu il primo in Italia a studiare le piante fossili.
Roberto de Visiani viene ricordato anche per una serie di studi letterari, fra i quali un lavoro sul "Tresor" di Brunetto Latini, al quale dedicò pure un saggio a proposito del suo "Trattato di virtù morale". Fra i suoi saggi di critica del testo, sono da ricordare il trattato "Degli avvedimenti da usarsi nella pubblicazione di testi antichi" e i saggi "Nuova pubblicazione di Valerio Massimo", "Accenni alle scienze botaniche nella Divina Commedia" e "Sopra l'Acanto degli scrittori greci e latini".
Lungo il corso della sua vita, Visiani non dimenticò mai la propria città natale, provvedendo molte volte ai poveri con elargizioni liberali. Nel 1863 donò una forte somma per l'ampliamento e l'ammodernamento del locale ospedale, fondato da suo padre nel 1807.
Tenne sempre corrispondenza col Tommaseo, che gli fece dono di una sua traduzione dei Vangeli.
Nel 1877 lasciò l'insegnamento e un anno dopo morì, lasciando la propria copiosa biblioteca e l'archivio all'Università di Padova. Il suo corpo venne trasportato a Sebenico, ove riposa nell'antico cimitero cittadino.

## Identificazione nazionale
Fino ad anni relativamente recenti, Roberto de Visiani veniva normalmente considerato un botanico italiano. Avendo vissuto gran parte della propria vita in Italia, pochi ricordavano la sua appartenenza alla minoranza autoctona italiana della Dalmazia.
La sua stessa partecipazione alle varie "Riunioni degli scienziati italiani", dalla prima convocazione del 1839 in poi (egli fu segretario della Sezione Botanica e Fisiologia generale nel 1840, nonché segretario generale del congresso nel 1842) è un chiaro segno di autoidentificazione nazionale, in quegli anni in cui in Dalmazia iniziavano le lotte per il predominio sulla regione fra la maggioranza slava (croata e serba) e la minoranza italiana. All'annessione del Veneto all'Italia nel 1866, Roberto de Visiani acquisì la cittadinanza italiana. Oltre a ciò, sono note le sue donazioni alla biblioteca della Società del Casino di Sebenico, sede principale e centro delle iniziative culturali della locale comunità italiana. È da aggiungere che non è noto nessuno scritto del Visiani in lingua croata.
Pur con queste premesse, attualmente in Croazia il de Visiani è considerato perlopiù uno scienziato croato. In alternativa, viene definito semplicemente "Šibenčanin" - e cioè "Sebenicense" - ed il suo nome viene quasi sempre traslitterato in "Robert Visiani" (eliminando la particella "de").

## Opere

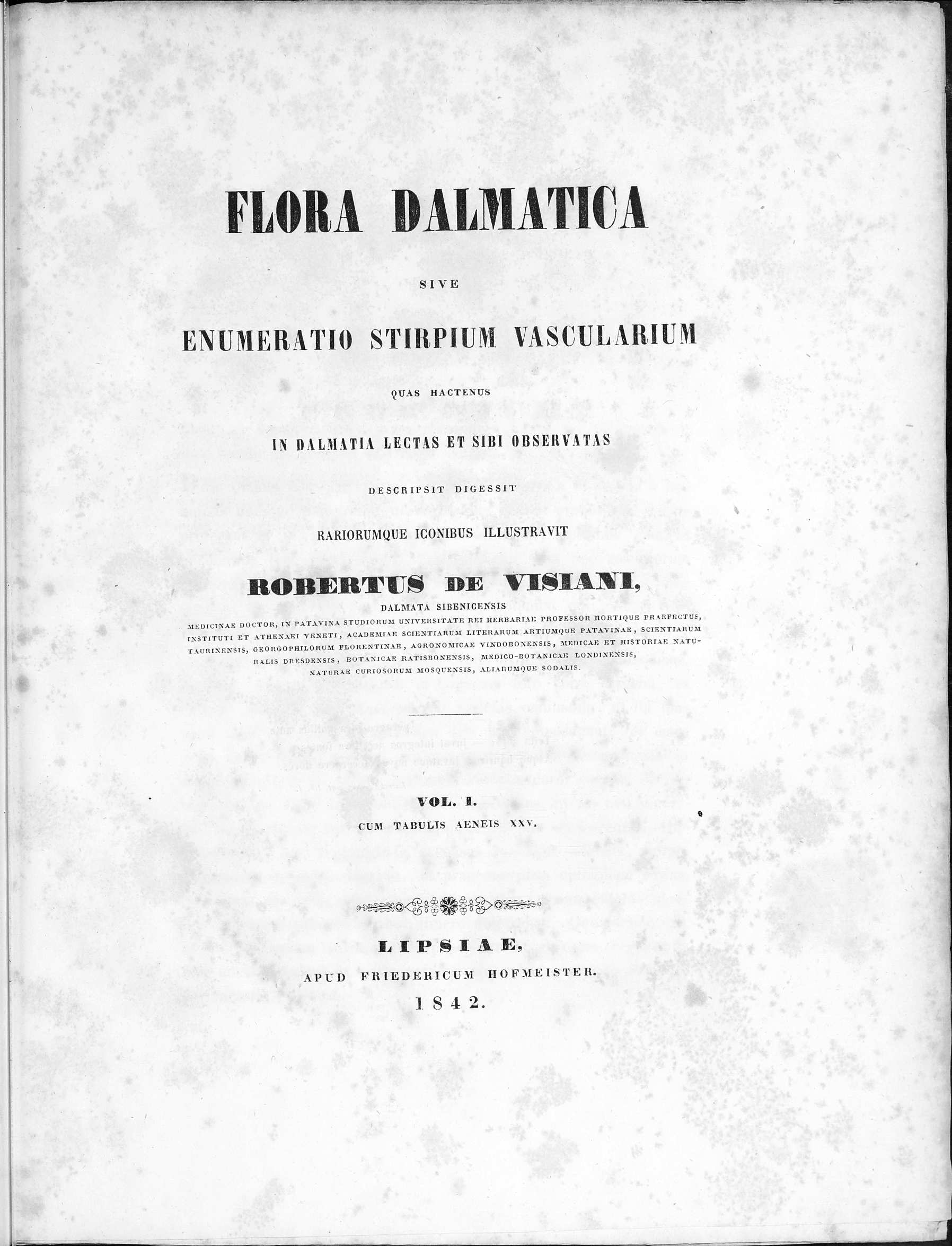
Flora dalmatica, 1842

- Della origine ed anzianità dell'Orto botanico di Padova, Venezia 1839.
- Illustrazione delle piante nuove o rare dell'Orto botanico di Padova, Padova 1840.
- L'Orto botanico di Padova nell'anno MDCCCXLII, Padova 1842.
- (LA) Flora dalmatica, vol. 1, Leipzig, Hofmeister, 1842.
  - (LA) Flora dalmatica, vol. 2, Leipzig, Hofmeister, 1847.
  - (LA) Flora dalmatica, vol. 3, Leipzig, Hofmeister, 1852.
- (LA) Flora dalmatica. Supplementum, vol. 1, Padova, 1876.
  - (LA) Flora dalmatica. Supplementum, vol. 2, 1881.

| Vis. è l'abbreviazione standard utilizzata per le piante descritte da Roberto de Visiani. Consulta l'elenco delle piante assegnate a questo autore dall'IPNI. |